# Alois Brendebach
Alois Brendebach (* 10. April 1896 in Blickhauserhöhe; † 1. November 1991 in Düsseldorf) war ein deutscher Verbandsfunktionär und Politiker (Zentrum). Er war von 1928 bis 1932 und erneut 1933 Abgeordneter des Oldenburgischen Landtages.

## Leben
Brendebach wurde als Sohn eines Ackerers geboren. Er besuchte das Gymnasium in Montabaur und nahm ab 1915 als Soldat am Ersten Weltkrieg teil. Von 1920 bis 1922 studierte er Landwirtschaft in Bonn mit dem Abschluss als Diplom-Landwirt. Von 1922 bis 1923 fungierte er als Geschäftsführer des Deutschen Bauernbundes in Berlin und von 1923 bis 1930 als Generalsekretär des Oldenburger Bauernvereins. Von 1930 bis 1936 arbeitete er als Wirtschaftsredakteur bei der Oldenburgischen Volkszeitung in Vechta.
Brendebach trat in die Zentrumspartei ein und war von 1932 bis 1933 neben seiner halben Stelle als Wirtschaftsredakteur Geschäftsführer des oldenburgischen Landesverbandes der Partei. Von 1928 bis 1932 sowie erneut im Jahre 1933 gehörte er als Abgeordneter dem Oldenburgischen Landtag an. Im Parlament war er von 1928 bis 1932 Mitglied des Verwaltungsausschusses.
Ab 1936 war Brendebach als Leiter des Wehrmeldeamtes und Adjutant des Wehrbezirkskommandos Wesermünde für die Wehrmacht tätig. Nach dem „Anschluss“ Österreichs übernahm er von 1938 bis 1943 in Melk und Wien vergleichbare wehrverwaltungstechnische Aufgaben. Von 1943 bis 1944 war er Chef des Stabes des Befehlshabers „Weißruthenien“. Brendebach geriet 1944 in sowjetische Gefangenschaft und wurde zu 25 Jahren Zwangsarbeit verurteilt. Erst 1955 erfolgte seine Entlassung aus der Kriegsgefangenschaft.
Im Zuge der Remilitarisierung beteiligte sich Brendebach am Aufbau der Verwaltung der neu gegründeten Bundeswehr. Er war Aufbauleiter des Bezirkswehrersatzamtes in Münster und fungierte bis 1961 als Dezernent diverser Wehrbereichsverwaltungen sowie als Leiter mehrerer Kreiswehrersatzämter.